# Elyhordeum jordalii
Elyhordeum jordalii är en gräsart som först beskrevs av Aleksandre Melderis, och fick sitt nu gällande namn av Nikolai Nikolaievich Tzvelev. Elyhordeum jordalii ingår i släktet Elyhordeum och familjen gräs. Inga underarter finns listade i Catalogue of Life.